# Ometeotl
Ometeotl („Zwei-Gott“) war in der henotheistischen Götterwelt der Azteken ein dualer Gott, dem eine höhere Macht als der Mehrzahl der übrigen Götter zugeschrieben wurde. Ometeotl war als göttliches Paar gedacht und bestand aus einer männlichen Komponente, Ometecutli („Zwei-Herr“), und seinem weiblichen Pendant, Omecihuatl („Zwei-Frau“). Ometeotl herrschte über Omeyocan („Zwei-Ort“), den man mit dem Polarstern assoziierte, weil dieser unbeweglich am Himmel stand. Die besondere Rolle Ometeotls kommt auch darin zum Ausdruck, dass er als icel teotl („alleiniger Gott“) tituliert wurde. Der mexikanische Anthropologe Miguel León-Portilla übersetzte Ometeotl als „Herr der Dualität“. Ein aztekisches Gedicht verdeutlicht die Einheit dieser Dualität:

„Mutter der Götter, Vater der Götter, alter Gott […] du alter Gott, Herr des Türkises“

Gemäß dem aztekischen Glauben hat Ometeotl Cemanahuatl, also das Universum, erschaffen und den Menschen ihre Seelen verliehen. So heißt es:

„[…] im zwölften Himmel, wir, die wir Untertanen sind, von dort kommt unsere Seele, […] sie sendet herab Ometecutli.“

Gerade weil Ometeotl als allumfassender Gott gedacht war, der jenseits der niederen Götter thronte, gingen die Azteken davon aus, dass er sich nicht in die unmittelbaren Belange des Lebens einmischte. Deshalb wurden ihm weder Tempel geweiht noch wurde er direkt angebetet. Die Eigenschaft vel teotl (wahrer Gott) wurde jedoch auch anderen Namen im aztekischen Pantheon zugeschrieben: Tezcatlipoca, Xiuhtecuhtli und Tloque Navaque (allgegenwärtiger Gott); vielleicht eine Folge unterschiedlicher Traditionen rivalisierender Priesterschulen.

## Belege
1. ↑  Heike Owusu: Symbole der Inka, Maya und Azteken, Seite 189
2. ↑  Eduard Seler: Einige Kapitel aus dem Geschichtewerk des Fray Bernardino de Sahagun, zitiert nach Günter Lanczkowski
3. ↑  Eduard Seler: Einige Kapitel aus dem Geschichtewerk des Fray Bernardino de Sahagun, zitiert nach Günter Lanczkowski
4. ↑  Günter Lanczkowski, Die Religion der Azteken, Maya und Inka, Seite 40